# Jami Gertz
Jami Beth Gertz (Chicago, Illinois, 28 de octubre de 1965) es una actriz estadounidense, conocida por sus papeles en las películas The Lost Boys (Los muchachos perdidos en Hispanoamérica, Jóvenes ocultos en España), Quicksilver, Less Than Zero, la serie de televisión Square Pegs con Sarah Jessica Parker y la sitcom Still Standing con Mark Addy.

## Carrera
Gertz debutó en el cine (junto a Tom Cruise) en 1981 en la película romántica Endless Love y posteriormente apareció en la película adolescente Sixteen Candles en 1984. Se dio a conocer con su papel protagonista en la película Less Than Zero, interpretando a la amiga de un drogadicto, interpretado por Robert Downey Jr.. También fue protagonista de la película The Lost Boys, donde interpreta a la novia de un vampiro, junto a Kiefer Sutherland y Jason Patric. 
Gertz tuvo un papel secundario en el blockbuster  de 1996 Twister. Otras películas importantes fueron Los guerreros del sol y Cruce de caminos, ambas de 1986, y Listen to Me junto a Kirk Cameron en 1989 . En 1994 apareció en un episodio de Seinfeld, interpretando a una novia de Jerry. Posteriormente interpretó a la doctora Nina Pomerantz durante la temporada de 1997 de la serie Urgencias.
En el año 2002 interpretó a la leyenda de la comedia Gilda Radner en el telefilm Gilda Radner: It's Always Something. También interpretó el papel de Judy Miller en la serie de televisión Still Standing. También le ofrecieron el papel de Monica Geller durante la preproducción de la serie Friends, pero lo rechazó.
Gertz  apareció en un episodio de la serie Arnold junto a Andrew Dice Clay. También tuvo un papel recurrente en The Facts of Life como amiga de Blair y compañera de clase.

## Vida privada
Gertz nació en Chicago (Illinois), y es hija de Sharon y Walter Gertz, un constructor y contratista. Vive en Los Ángeles con su marido Tony Ressler (16/06/59) y sus tres hijos: Oliver, Nicholas, y Theo. Tiene un hermano, Scott. Gertz es judía y fue educada en el judaísmo conservador.
Gertz y su marido forman  parte del grupo inversor conducido por Mark Attanasio que compró la franquicia de la MLB Milwaukee Brewers y los Atlanta Hawks de la NBA.

## Filmografía
| Año  | Película                            | Personaje           | Director                 |
| ---- | ----------------------------------- | ------------------- | ------------------------ |
| 1981 | Endless Love                        | Patty               | Franco Zeffirelli        |
| 1984 | Alphabet City                       | Sophia              | Amos Poe                 |
| 1984 | Sixteen Candles                     | Robin               | John Hughes              |
| 1985 | Mischief                            | Rosalie             | Mel Damski               |
| 1986 | Quicksilver                         | Terry               | Thomas Michael Donnelly  |
| 1986 | Cruce de caminos                    | Frances             | Walter Hill              |
| 1986 | Los guerreros del sol               | Terra               | Alan Johnson             |
| 1987 | The Lost Boys                       | Estrella/Star       | Joel Schumacher          |
| 1987 | Less Than Zero                      | Blair               | Marek Kanievska          |
| 1989 | Listen to Me                        | Monica Tomanski     | Douglas Day Stewart      |
| 1989 | Renegados                           | Bárbara             | Jack Sholder             |
| 1989 | Zwei Frauen                         | Eva Martin          | Carl Schenkel            |
| 1990 | The Boyfriend School                | Emily Pear          | Malcolm Mowbray          |
| 1990 | Sibling Rivalry                     | Jeanine             | Carl Reiner              |
| 1992 | Jersey Girl                         | Toby Mastallone     | David Burton Morris      |
| 1994 | This Can't Be Love                  | Sarah               | Anthony Harvey           |
| 1996 | Twister                             | Dra. Melissa Reeves | Jan de Bont              |
| 1999 | Seven Girlfriends                   | Lisa                | Paul Lazarus             |
| 2002 | Gilda Radner: It's Always Something | Gilda Radner        | Duane Clark              |
| 2003 | Undercover Christmas                | Brandi O'Neill      | Nadia Tass               |
| 2006 | Keeping Up with the Steins          | Joanne Fiedler      | Scott Marshall           |
| 2012 | The Neighbors                       | Debie Weaver        | Serie TV de Dan Fogelman |